# رافاييل فرنانديز
رافاييل فرنانديز (بالإسبانية: Rafael Fernández Reyes)‏ (و. 1897 – 1964 م) هو مبارز بالسيف، وعسكري، من تشيلي، شارك في ألعاب أولمبية صيفية 1924، توفي عن عمر يناهز 67 عاماً.

## مناصب
تولى منصب List of commanders-in-chief of the Chilean Army (9 يناير 1950–28 أكتوبر 1952).

## روابط خارجية
- رافاييل فرنانديز على موقع أوليمبيديا (الإنجليزية)